# Rafael Menjívar Larín
Rafael Menjívar Larín (Santa Ana, 3 de enero de 1935 - San José, 7 de agosto de 2000) fue un economista y politólogo salvadoreño. Fue rector de la Universidad de El Salvador (1971-1972). 

## Biografía
Rafael Menjívar Larín era hijo de un chófer y un ama de casa, estudió ciencias económicas en la Universidad de El Salvador entre 1956 y 1962. En 1963, a los 28 años de edad, se graduó como doctor con especialidad en economía agrícola, y casi inmediatamente fue elegido decano de la facultad de Economía. Entre 1967 y 1969 fue gerente general de la UES. En ese último año publicó el libro Reforma agraria en Guatemala, Bolivia y Cuba (UES, San Salvador, 1969 y 1970), que aún se utiliza como libro de texto. También viajó a Chile, donde durante nueve meses realizó una investigación académica y de campo que llevó a la elaboración del libro Reforma agraria chilena (UES, San Salvador, 1970).
A finales de 1970 fue elegido rector de la UES, donde desarrolló un proyecto de popularización de la educación superior. El 19 de julio de 1972 la Asamblea Legislativa derogó la autonomía universitaria y destituyó a las autoridades y la Policía Nacional capturó en pleno recinto legislativo a Menjívar Larín y a otros altos funcionarios. Al mismo tiempo, el ejército intervino militarmente la universidad.
Siendo rector estuvo implicado en el secuestro del empresario Ernesto Regalado Dueñas con ayuda de su padre. 
Menjívar Larín estuvo desaparecido durante tres días en una celda clandestina de la Policía Nacional. Ante la presión de las universidades centroamericanas, fue exiliado a Nicaragua, donde estuvo bajo arresto por órdenes del dictador Anastasio Somoza Debayle. En octubre fue liberado y enviado a Costa Rica.
Trabajo en 1974 en la Escuela Centroamericana de Sociología, fundada por Edelberto Torres-Rivas, en compañía de otros intelectuales de la región. Fue también secretario general interino del Consejo Superior Universitario centroamericano (CSUCA). Ese mismo año ingresó a las Fuerzas Populares de Liberación "Farabundo Martí" de El Salvador.
En enero de 1976 viajó con su familia a México, becado por el Consejo Latinoamericano de Ciencias Sociales (CLACSO) para obtener un doctorado en ciencias políticas, que completó en 1979. En ese periodo escribió los libros Acumulación originaria y desarrollo del capitalismo en El Salvador y Formación y lucha del proletariado industrial salvadoreño.
A principios de 1978 fue nombrado subdirector del Centro de Estudios Latinoamericanos de la Facultad de Ciencias Políticas de la Universidad Nacional Autónoma de México (UNAM). Junto con los intelectuales salvadoreños Rafael Guidos Béjar y Ernesto Richter creó el área de estudios centroamericanos del CELA. También impartió cátedras de sociología agraria y teoría del estado.
En 1980 trabajó como catedrático en la Facultad Latinoamericana de Ciencias Sociales (FLACSO).
Aunque trabajó como militante político durante los años anteriores, en 1980 pasó a hacerlo de tiempo completo. Fue nombrado presidente de la Comisión Externa del Frente Democrático Revolucionario de El Salvador y realizó una importante labor diplomática en favor de la insurgencia salvadoreña en México, Latinoamérica y Europa. En 1981 se trasladó a Francia como diplomático del FDR y el FMLN. Allí promovió el acuerdo mexicano-francés que reconocería, en septiembre, al FMLN como fuerza beligerante. Al mismo tiempo, se desempeñaba como asesor político del dirigente obrero Salvador Cayetano Carpio, comandante en jefe de las FPL, y como catedrático visitante en París 8, de La Sorbona.
Tras el suicidio de Carpio en 1983, ocurrido el 12 de abril de 1983, Menjívar se retiró de la política y se dedicó al trabajo académico. En mayo fue nombrado director académico de FLACSO Latinoamericana, cargo que desempeñó hasta 1989. Ese año se creó la Sede Costa Rica, de la cual fue nombrado director. Durante su administración creó, con intelectuales centroamericanos, varias sedes más, como la de El Salvador, Guatemala, Honduras, República Dominicana y Cuba. También produjo una decena de libros de economía y sociología, dirigió investigaciones y apoyó programas costarricenses de desarrollo de micro y pequeñas empresas.
En 1998 se retiró de FLACSO para dedicarse a sus trabajos pendientes. En 1999, sin embargo, fue nombrado director de un programa de microempresas de la Organización Internacional del Trabajo (OIT), que solo pudo cumplir durante algunos meses: en agosto de ese año fue diagnosticado de cáncer. Moriría un año más tarde. Sus restos están sepultados en el cementerio Montesacro, de San José de Costa Rica.

## Descendencia
Es padre del escritor y periodista Rafael Menjívar Ochoa, de la psicóloga Ana Elsy Menjívar Ochoa y del sociólogo e historiador Mauricio Menjívar Ochoa.
| Predecesor: Arquitecto Gonzalo Yánez Díaz | Rector 1971 - 1972 | Sucesor: Doctor Juan Allwood Paredes |

- Datos: Q4290591